# 馬亨蓋山脈
8°41′S 36°43′E / 8.683°S 36.717°E
馬亨蓋山脈是坦桑尼亞的山脈，位於該國中部莫羅戈羅區，處於烏德宗瓦山脈西南面50公里，覆蓋2,802平方公里，山體由片岩和大理石組成，最高點海拔高度1,400米。